# György Kurtág
 (juillet 2025).
Si vous disposez d'ouvrages ou d'articles de référence ou si vous connaissez des sites web de qualité traitant du thème abordé ici, merci de compléter l'article en donnant les références utiles à sa vérifiabilité et en les liant à la section « Notes et références ».
Ne doit pas être confondu avec Gyorgy Kurtág Jr..
Dans le nom hongrois Kurtág György, le nom de famille précède le prénom, mais cet article utilise l’ordre habituel en français György Kurtág, où le prénom précède le nom.
György Kurtág (né le 19 février 1926 à Lugoj, dans la minorité hongroise de la Roumanie d'alors) est un compositeur hongrois.

## Biographie
C'est à Budapest, dès la fin de la guerre, qu'il fait ses études musicales, dans un conservatoire profondément marqué par la figure de son grand compatriote Béla Bartók, alors en exil aux États-Unis (où il meurt en 1945) : il y rencontre notamment sa femme, Márta, pianiste, et fait la connaissance d'un autre jeune compositeur, György Ligeti. Parmi ses professeurs, on peut citer Sándor Veress ou Ferenc Farkas, même si Kurtág avoue qu'il a surtout séché leurs cours.[réf. nécessaire]
Les premières années du régime communiste hongrois sont marquées par une grande fermeture aux influences occidentales, notamment dans le domaine musical ; Kurtág compose alors très peu, et sans être satisfait de sa production (ultérieurement largement détruite), d'autant qu'il ne se sent pas de taille à affronter les grands modèles que sont pour lui Bartók et Anton Webern, dont il recopie toute l'œuvre pour s'en imprégner.
Le moment fondateur de son œuvre sera la bourse d'études qui lui est accordée en 1957/1958 : il passe un an à Paris, où il n'ose pas se présenter devant Pierre Boulez, qui domine la scène contemporaine, faute de pouvoir lui présenter une œuvre qui le satisfasse. Il rencontre à cette occasion la psychologue Marianne Stein, qui libère sa capacité créatrice en l'encourageant à se concentrer sur des formes courtes : la première œuvre écrite à son retour à Budapest est le Quatuor à cordes op. 1, dédié à Marianne Stein – 15 minutes en 6 mouvements dans lesquels le silence joue un rôle essentiel.
Kurtág passe l'essentiel des décennies suivantes à Budapest, d'abord comme répétiteur, puis comme professeur à l'Académie de musique Franz-Liszt : il y enseigne le piano et la musique de chambre, et non la composition. La pédagogie joue un rôle capital dans sa vie : non seulement il est un professeur doté d'une capacité d'inspiration prodigieuse, mais il est animé par le souci constant de transmettre lui-même ses œuvres à ses interprètes, quitte à les modifier si besoin est ; depuis 1974, il poursuit aussi la composition de pièces pour piano, notamment les 9 volumes de Játékok ("Jeux"), créés à l'origine comme instrument pédagogique pour faire découvrir le piano aux enfants.
Pendant ce temps, sa musique reste très peu connue aussi bien en Hongrie qu'à l'étranger : la création en 1968 au festival de Darmstadt – haut lieu de la création contemporaine d'alors — des Dits de Péter Bornemisza pour piano et soprano passe complètement inaperçue dans un festival largement dominé par la musique électronique. Le moment décisif pour Kurtág ne viendra qu'en 1981 : les Messages de feu Demoiselle Troussova, envoyés au comité de lecture de l'Ensemble intercontemporain, attirent l'attention de Pierre Boulez, stupéfait de découvrir cette musique magnifique d'un compositeur de sa génération dont il ne connaissait pas encore le nom. Il décide d'en programmer la création, qui est un triomphe. Depuis lors, Kurtág devient un compositeur de renom international, a fortiori depuis sa retraite de professeur en 1986 : le Festival de Salzbourg lui consacre ainsi des séries de concerts en 1993 et 2004 ; de 1993 à 1995, il est compositeur en résidence auprès de l'orchestre philharmonique de Berlin et de son chef Claudio Abbado, pour lequel il écrit une de ses rares œuvres pour grand orchestre, Stele. La Cité de la musique à Paris et le Konzerthaus de Vienne l'accueillent pour d'autres résidences.
En 2011, le nouveau directeur du Festival de Salzbourg Alexander Pereira a annoncé lui avoir commandé un opéra, sur un texte de Samuel Beckett (Fin de partie), destiné à être créé lors de l'édition 2013 du Festival. La composition n'étant cependant pas achevée à temps, l'opéra est reprogrammé pour 2015, toujours à Salzbourg. Fin octobre 2014, il annonce que, sa femme étant gravement malade, il ne pourra achever l'œuvre à temps. La création est donc remplacée par une nouvelle production de Die Eroberung von Mexiko de Wolfgang Rihm et, à la Scala qui devait coproduire le spectacle, Wozzeck d'Alban Berg. L’œuvre est finalement créée à la Scala en 2018.
De nombreux prix prestigieux l'ont récompensé. En 2006, l'Université de Louisville dans le Kentucky lui a décerné «Grawemeyer Award in Music Composition», pour Concertante op. 42 pour violon, alto et orchestre.
Il est élu membre de l'Académie des arts de Berlin en 1987.
Kurtág et sa femme Márta, pianiste, se sont installés dans la région de Bordeaux. Márta est morte le 17 octobre 2019. Ils ont un fils, György Kurtág Jr., également musicien.

## Style musical

### Héritages
Formé au Conservatoire de Budapest dans l'ombre de Bartók, alors émigré aux États-Unis, Kurtág a toujours reconnu l'influence considérable de ce dernier : un goût prononcé pour les mélodies populaires hongroises et roumaines en même temps que le goût pour un son très présent sont sans doute les deux éléments les plus visibles de cette influence, même si le traitement du matériau folklorique est très différent.
Une autre référence très souvent commentée de l'œuvre du compositeur est Anton Webern, dont Kurtág affirme avoir recopié après guerre la totalité de l'œuvre pour s'en imprégner. Son influence est sensible notamment dans l'extrême concentration des moyens musicaux : les œuvres de Kurtág sont comme celles de Webern souvent très brèves, aphoristiques, même si leur organisation en grands cycles (Dits de Peter Bornemisza, Kafka-Fragmente) peut parfois atténuer cette caractéristique. Mais le compositeur a sans doute aussi retenu de Webern le sens de la couleur instrumentale, de la "mélodie des timbres".

### Kurtág et l'orchestre
Contrairement à beaucoup de compositeurs contemporains, Kurtág n'est venu que tardivement à la musique pour grand orchestre, en partie faute de disposer en Hongrie du soutien institutionnel suffisant pour espérer voir des œuvres pour grand orchestre jouées dans le pays. Il faut attendre les années 1990 pour que l'occasion lui en soit offerte avec la commande de Stele, tandis qu'un cycle de pièces orchestrales (Messages op. 34 et Nouveaux messages op. 34a, toujours en cours) se développe à partir de 1991, parallèlement aux cycles instrumentaux. Même dans ses œuvres les plus vastes, Kurtág ne renonce pas à son style fait de fragments et de murmures : si Stele ou Quasi una fantasia comportent des moments de grande violence orchestrale, porteurs d'images apocalyptiques, l'écriture est souvent beaucoup plus éclatée, la richesse de l'effectif orchestral permettant de faire se répondre des couleurs infiniment variées.

## Œuvres principales
- Quatuor à cordes op. 1 (1959) ;
- Quintette à vents op. 2 (1959) ;
- Huit pièces pour piano, op. 3 (1960) ;
- Huit duos pour violon et cymbalum (1960-1961) ;
- Les Dits de Peter Bornemisza, op. 7, concerto pour soprano et piano (1963-1968) ;
- Jeux pour piano (1973-1976) ;
- Quatre chants sur des poèmes de Janos Pilinszky, op. 11 (1975) ;
- Messages de feu Demoiselle R.V. Troussova, cantate de chambre pour soprano et orchestre de chambre (1976-1980) ;
- Sept chansons, op. 22, pour soprano et cymbalum (1981) ;
- Fragments de Kafka, op. 24, pour soprano et violon (1985-1986) ;
- Trois Épigraphes, op. 25 ;
- Requiem pour un ami, op. 26 ;
- ... Quasi una fantasia..., op. 27 n° 1, pour piano et ensemble (groupes instrumentaux répartis dans l'espace), 1988 (œuvre dédiée au pianiste Zoltán Kocsis) ;
- Grabstein für Stephan, op. 15c, pour guitare et groupe instrumental (1989) ;
- Double concerto pour piano et violoncelle, op. 27 nº 2 (1990) ;
- What is the Word? sur un texte de Samuel Beckett, op. 30, pour voix et ensemble instrumental (1991) ;
- Stele, op. 33, pour grand orchestre (1994), commande de l'Orchestre philharmonique de Berlin, créée par Claudio Abbado ;
- ...concertante..., op. 42, pour violon, alto et orchestre (2003) ;
- Requiem de la Réconciliation (Épilogue) (1995).

## Films portant sur György Kurtág
- L'homme allumette. György Kurtág, documentaire de Judit Kele (1996).
- Kurtág - Fragments – First of Three Parts (2008), film documentaire de Edna Politi centré sur G. Kurtág, compositeur et pédagogue.
- Kurtág, à la recherche de la justesse (2012), film documentaire de Suy Nhek. "Je ne comprends la musique que lorsque je l’enseigne"  - master classes de Kurtág  à la recherche du geste musical pour que les interprètes trouve la justesse.

## Prix et honneurs
- Prix Kossuth, 1973.
- Prix Ernst-von-Siemens, 1998.
- Prix Sibelius de Wihuri, 2012.
- Médaille d'or de la Royal Philharmonic Society, 2013.
- L'astéroïde (550942) Kurtág porte son nom depuis le 26 février 2024[4].